# Nell Gwyn
Nell Gwyn, właśc. Eleonor Gwynn (ur. 2 lutego 1650, zm. 14 listopada 1687) – angielska aktorka.
Była kochanką Karola II, króla Anglii i Szkocji, mieli dwóch synów: Karola Beauclerka (1670–1726), pierwszego earla Burford, później księcia St. Albans oraz Jakuba Beauclerka (1671–1680).

## Młodość
Niewiele wiadomo o jej młodości i rodzinie. Urodzona w domu publicznym w slumsach Covent Garden. Jako dziecko podawała mocniejsze napoje w przybytku, w którym pracowała jej matka. Na początku sprzedawała pomarańcze i inne owoce w „King's Theatre”. Z czasem z widowni przenosi się na scenę. Jest jedną z pierwszych angielskich aktorek. Sto lat wcześniej, w epoce elżbietańskiej role kobiece w teatrze grali  wyłącznie chłopcy. W wieku 15 lat zostaje kochanką aktora-menadżera Charlesa Harta. Z takim wsparciem rozpoczyna wielką aktorską karierę. Jej matka nazywała się Helena lub Eleonora Gwyn (urodzona Smith), nazywana była później Old Madam Gwyn lub po prostu Madam Gwyn. Madam Gwyn urodziła się w parafii St Martin-in-the-Fields, w Londynie i większość swojego życia spędziła w tym mieście. Prawdopodobnie pochodziła z niskich warstw społecznych. Ojcem Nell Gwyn był najprawdopodobniej Tomasz Gwyn, kapitan w rojalistycznej armii, podczas Angielskiej Wojny Domowej.
Po koniec 1667, George Villiers, drugi książę Buckingham, został nieoficjalnym „menedżerem” Nell Gwyn. Dążył on do poznania króla Karola II z kobietą, która zastąpiłaby ówczesną królewską kochankę – Barbarę Palmer (kuzynkę Buckinghama) i tym samym zbliżyła księcia do króla. Plan się nie powiódł – Nell Gwyn zażądała 500 funtów na rok, a była to cena zbyt wysoka. Buckingham miał również inne kandydatki np. Moll Davis – również aktorkę.

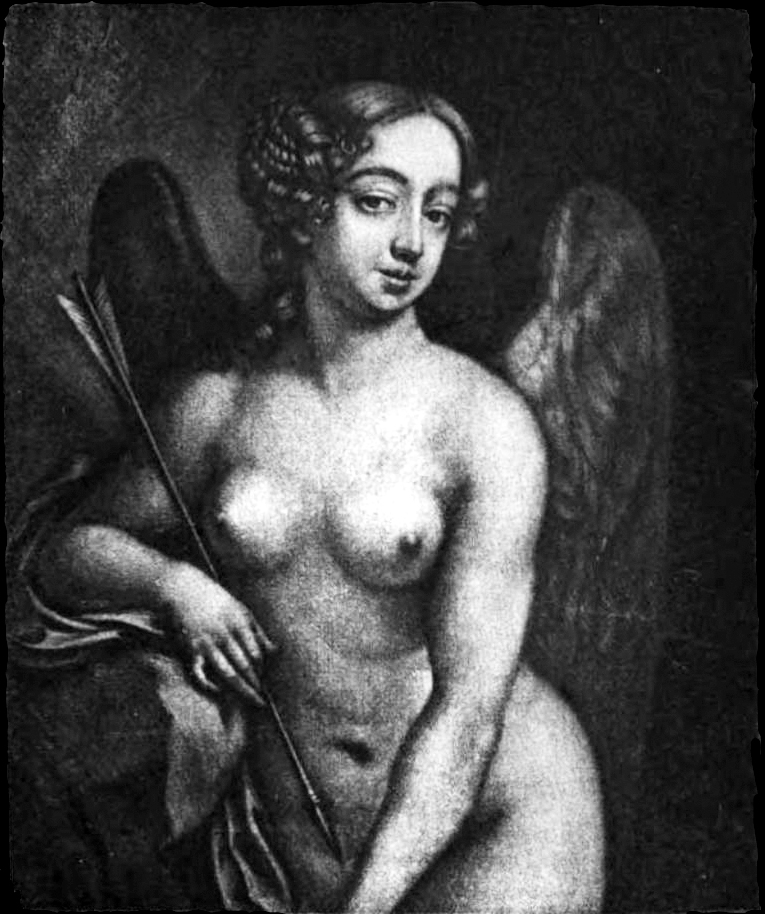
Nell Gwyn jako kupidyn (1672)

## Styl bycia
Nell Gwyn była osobą używającą życia. Korzystała z wygód i luksusu. Miała zwyczaj poruszać się po mieście w lektyce. Najwyraźniej nie była oszczędna, skoro po śmierci króla atakowali ją wierzyciele, ale prowadziła skrupulatny rejestr wydatków. Aktorka słynęła z ciętego języka. Kiedy w czasie niepokojów na tle religijnym została zaatakowana przez tłum, który omyłkowo wziął ją za katolicką księżną, zwróciła się do nich słowami „Spokojnie ludzie, jestem protestancką nierządnicą”. Do swojego syna odezwała się „Chodź tu, bękarcie”. Kiedy król (ojciec dziecka) był z tego powodu obruszony, powiedziała „A czym on jest, jeśli nie bękartem?”, na co monarcha mianował go księciem.

## W literaturze
Życie Nell Gwyn, jej kariera aktorka i przede wszystkim romans z angielskim monarchą trafiły do literatury pięknej.
Sonet na temat Nell Gwyn napisał Algernon Charles Swinburne. Współcześnie Gillian Bagwell napisała o niej powieść Królewska nierządnica.